# 安家乡
安家乡，是中华人民共和国湖北省十堰市郧西县下辖的一个乡镇级行政单位。

## 行政区划
安家乡下辖以下地区：
安家河村、神雾岭村、田坑村、瓦房沟村、长岗岭村、康家坪村、十王寺村、有水沟村、卸甲坡村、五里河村、藏王沟村、元门村、八道理河村、扬家河村、燕子山村和车槽村。